# Ligularia carpatica
Ligularia carpatica là một loài thực vật có hoa trong họ Cúc. Loài này được ("Schott, Nyman & Kotschy") Pojark. mô tả khoa học đầu tiên năm 1961.